# Brandförsäkrings AB Norrland
Brandförsäkrings AB Norrland, senare Försäkrings AB Norrland var ett svenskt försäkringsbolag, grundat 1889.
Huvudkontoret låg ursprungligen i Sundsvall, men flyttades senare till Stockholm. Från 1932 var bolaget anslutet till Thulebolagen. Varumärket avvecklades nyåret 1955/56.